# Прстенорепи лемур
Прстенорепи лемур (лат. Lemur catta) велики је полумајмун који припада породици лемура (Lemuridae). Живи само на Мадагаскару. Због сталног губитка станишта, ови лемури су угрожена врста, иако су најбројнији од свих лемура у зоолошким вртовима где се успешно размножавају.

## Физички опис
Већином су сиве боје са белим крзном са унутрашње стране. Имају уско лице беле боје са црним шарама око очију и црну њушку налик лисичјој. Њихова главна одлика јесте њихов дугачак, китњаст црно-бели реп. Као и остали лемури и прстенорепи лемури имају дуже и веће стражње удове од предњих. Дланови и табани су обложени меком кожом. Имају танке прсте на којим се налазе равни, оштри нокти. Ови лемури имају канџе на другом ножном прсту које имају улогу у чишћењу крзна.
Младе јединке имају плаве очи, док су очи одраслих упадљиво жуте боје. Одрасли достижу дужину тела до 46 центиметара и тежину до 2,7 kg. Репови су им дужи од тела и мере до 56 cm.

## Исхрана и станиште
Првенствено се хране воћем (70%), али могу јести и лишће, биљни сок, кору дрвета и цвеће.
Прстенорепи лемури живе у југозападном делу Мадагаскара. Настањују листопадне шуме, или шуме које расту дуж обала река. Неки насељавају и мокра шипражја где нема пуно дрвећа. Ови лемури захтевају да живе у нетакнутим шумама, тј. у оним шумама где нема људских активности.

## Понашање и репродукција
Прстенорепи лемури су дневне животиње и живе подједнако и на копну и на дрвећу. Формирају групу од по 25 јединки. Друштвена хијерархија је одређена полом. Женке су доминантне над мужјацима и настоје да мужјаци буду удаљенији од групних активности. Мужјаци се смењивају међу групама на отприлике сваких 3 и по године. Територија им се обично преклапа са територијама других група лемура. Време проводе на копну највише од свих осталих врста лемура.
Сезона парења траје од априла до јуна, када је женка „у терању“ отприлике 24—28 сати. Трудноћа траје око 146 дана, када се рађа једно или два млада. Младунчад почиње да једе чврсту храну после два месеца живота, а после пет месеци су потпуно одгојени. Мужјаци достижу полну зрелост са 2 и по године, док женке већ са 19 и по месеци.